# Bradden Inman
Bradden Inman (Adelaide, 10 december 1991) is een Schots-Australisch voetballer die bij voorkeur als middenvelder speelt. Hij verruilde in augustus 2013 Newcastle United voor Crewe Alexandra, dat hem het voorgaande seizoen al zes maanden huurde.

## Clubcarrière
Op veertienjarige leeftijd trok Inman naar Engeland waar hij zich aansloot in de jeugdacademie van Newcastle United. Op 22 november 2012 leende Newcastle Inman voor twee maanden uit aan Crewe Alexandra, dat in de League One uitkomt. Op 4 december 2012 debuteerde hij in de Football League Trophy tegen Doncaster Rovers. Op 15 december 2012 scoorde hij zijn eerste doelpunt voor Crewe Alexandra tegen Bury. Crewe Alexandra won met 1-0 en Inman werd uitgeroepen tot man van de wedstrijd.

## Interlandcarrière
Inman werd geboren in Adelaide. Hij groeide op in Australië, tot hij op zijn veertiende naar Engeland verhuisde. Zijn moeder is van Schotse komaf, waardoor hij zowel voor Australië als voor Schotland uit zou mogen komen. Hij speelde voor Schotland -19 en Schotland -21.